# Jurše
Jurše je priimek v Sloveniji, ki ga je po podatkih Statističnega urada Republike Slovenije na dan 1. januarja 2010 uporabljalo 190 oseb.

## Znani nosilci priimka
- Dušan Jurše, veslaški trener, selektor
- Janez Jurše (*1989), veslač
- Jernej Jurše (*1987), veslač
- Milan Jurše (*1952), ekonomist, izr. prof. UM
- Simona Jurše (*1971), košarkarica